# Ratusz w Niemczy

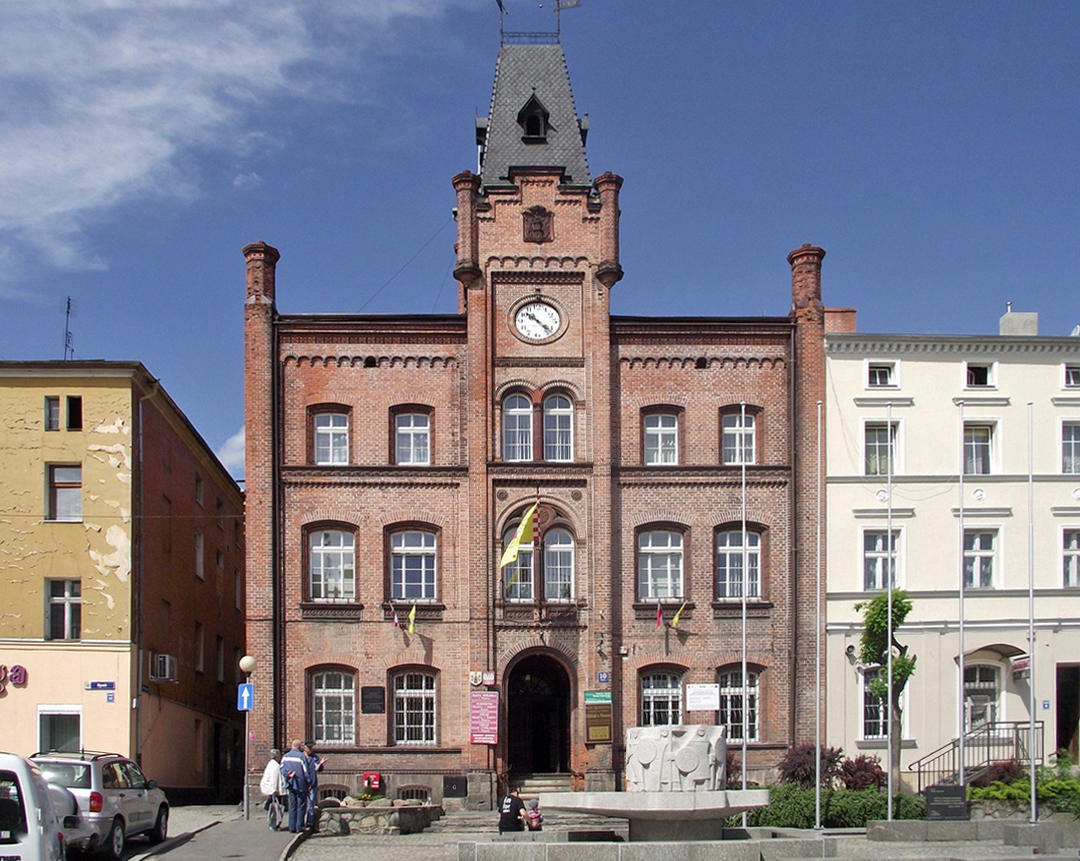
Ratusz w Niemczy

Ratusz w Niemczy – neogotycka budowla wzniesiona w latach 1853-1862 przez Friedricha Stülera. Obecnie ratusz jest siedzibą władz samorządowych i administracyjnych miasta.

## Historia
Budynek został wzniesiony w latach 1853-1862 w miejscu poprzedniego ratusza, który został rozebrany w roku 1853, po tym jak uległ zniszczeniu w pożarze. Autorem projektu był pruski architekt Friedrich August Stüler.

Decyzją wojewódzkiego konserwatora zabytków z dnia 14 czerwca 1992 roku ratusz został wpisany do rejestru zabytków.

## Architektura
Neogotycki ratusz został wzniesiony na planie czworokąta, ma trzy trakty pomieszczeń, trzy kondygnacje i jest nakryty dachami dwuspadowymi z lukarnami. Kondygnacje podzielone są gzymsami kordonowymi, a szczyty ścian zwieńczono gzymsami koronującymi. Na narożnikach widnieją wieloboczne wieżyczki, a na fasadzie wyróżnia się jednoosiowy ryzalit z tarczą zegarową w górnej części. Ryzalit jest zwieńczony czworoboczną wieżą ze schodkowym szczytem, z wieżyczkami na narożach. Przed budynkiem stoi fontanna z 1973 roku projektu F.Stejera z rzeźbami wojów.

Obecnie ratusz jest siedzibą władz samorządowych i administracyjnych Niemczy.